# الحائزون على نيشان الصداقة من الدرجة الأولى (كازاخستان)
نيشان الصداقة من كازاخستان أو نيشان الصداقة الكازاخستاني (بالقازاقية: Достық ордені)‏ (بالروسية: Орден Дружбы)‏ هو وسام دولة تصدره جمهورية كازاخستان.

## نبذة
أُنشئ نيشان الصداقة بموجب القانون الصادر في 12 ديسمبر 1995 رقم 2676 «بشأن أوسمة الدولة لجمهورية كازاخستان» بدرجة واحدة، ومع ذلك، بموجب قانون جمهورية كازاخستان المؤرخ 26 يوليو 1999 رقم 462-1 تم تقسيمه إلى درجتين، كما اعتمد مظهرًا جديدًا. وهو الخليفة القانوني الكازاخستاني لوسام الصداقة بين الشعوب السوفييت، الذي استوحى منه الشريط.
لا يجب الخلط بين نيشان الصداقة الكازاخستاني ونيشان الصداقة البيلاروسي ونيشان الصداقة الفييتنامي ووسام الصداقة الروسي ووسام الصداقة الصيني.

## الحائزون على نيشان الصداقة من الدرجة الأولى
- عبد الله بن عبد العزيز آل سعود
- أدامكوس، فالداس
- أكاييف، عسكر أكافيتش
- أليكبيروف، فاجيت يوسفوفيتش
- أليكسي الثاني
- ألبرت الثاني (أمير موناكو)
- كوفي أنان
- أتامبايف، ألمازبيك شارشينوفيتش
- أشيموف، أسانالي أشيموفيتش
- باروسو، خوسيه مانويل
- قربانقولي مياليكجوليفيتش بيردي محمدوف
- سام براونباك
- جورج بوش
- هربرت ووكر الخامس
- فرانيتسكي، فرانز
- فوسيك، الكسندر
- جاسباروفيتش، إيفان
- جريزلوف، بوريس فياتشيسلافوفيتش
- سيرجي الكسندروفيتش دياتشينكو،
- فالديس زاتليرس،
- إيغور سيرجيفيتش إيفانوف،
- أيون إليسكو،
- توماس هندريك إلفيس،
- إليومينجينوف، كيرسان نيكولايفيتش
- إسماعيلوفا، غلفايروس منصوروفنا
- قابوس بن سعيد
- كايدروف، عبد علي توغانبيفيتش
- كلاشينكوف، ميخائيل تيموفيفيتش
- كاسينوف، ديوسين كوراباييفيتش
- كاسيموف، جاني إسينجلدينوفيتش
- كوهلر، هورست
- كيرلس (بطريرك موسكو)
- كلينتون، هيلاري
- كوماروف، إيغور أناتوليفيتش
- كوركين، الكسندر جافريلوفيتش
- كاميرون، ديفيد
- لافروف، سيرجي فيكتوروفيتش
- لي كوان يو
- لونتشاكوف، يوري فالنتينوفيتش
- لوغار، ريتشارد
- ماتفينكو، فالنتينا إيفانوفنا
- مهاتير محمد
- ميسيش، ستيبان
- مينيخانوف، رستم نورغاليفيتش
- ميرزيوييف، شوكت ميرومونوفيتش
- ميتشيكو
- ميتال، لاكشمي
- موغيريني، فيديريكا
- مولداغالييف، تومانباي
- ميرزالييف، قدير جينياتوفيتش
- نزارباييفا، سارة ألبسوفنا
- نان، سام
- نيكوليتش، توميسلاف
- هولاند، فرانسوا
- فريزة أنغارسينوفا
- أورازباييف، ثابت كونيربافيتش
- بان كي مون
- باكولي، بهجت عيسى
- بيرين دي بريشامبو، مارك
- بريماكوف، يفغيني ماكسيموفيتش
- رحمون، إمام علي
- روجوف، إيغور إيفانوفيتش
- صباح الأحمد الجابر الصباح
- سودانو، أنجيلو
- تميم بن حمد آل ثاني
- تيريشينكو، سيرجي الكسندروفيتش
- طلاس، مصطفى
- توركونوف، أناتولي فاسيليفيتش
- تاتشر، مارجريت
- خليفة بن زايد آل نهيان
- خالمورادوف، روزاكول ساتيبالديفيتش
- حمد بن خليفة آل ثاني
- تشانغ ديجوانج
- شايمييف، مينتيمر شاريبوفيتش
- شارمانوف، توريجلدي شارمانوفيتش
- شواب، كلاوس مارتن
- شويغو، سيرجي كوزوجيتوفيتش
- شويوم، لازلو
- جونكر، جان كلود
- يانوكوفيتش، فيكتور فيدوروفيتش